# ジェイムズ・フィーザー
ジェイムズ・フィーザー（James Fieser）はアメリカの哲学者。テネシー大学（マーチン校）哲学科教授。1995年にインターネット哲学百科事典を設立、現在 統括編集者を務めている。研究はヒュームに関するもの、および倫理に関するものが多い。

## 略歴
- 1980年 Berea college 卒業
- 1983年 パデュー大学 修士号取得
- 1986年 パデュー大学 博士号取得

博士号取得後、University of Rio Grande、Christopher Newport University で教える。
- 1993年 テネシー大学（マーチン校）で教える。以後、現在に至る[2]。
- 1995年 インターネット哲学百科事典を設立。